# 鸿府大厦
鸿府大厦，位于北京市海淀区五棵松路北甲8号，隶属中央军委机关事务管理总局。

## 简介
鸿府宾馆在1983年建成并投入使用，是中国人民解放军总参谋部管理保障部综合局直属院校招待所，以接待全国各军事院校来京办事人员和各种会议为主。2008年在鸿府宾馆大楼东侧建成鸿府大厦并开业，鸿府大厦常年承担党政军重要会议的接待任务，并对外出租房屋。2016年，中国人民解放军总参谋部撤销，鸿府大厦转隶中央军委机关事务管理总局。
鸿府大厦自开业后，经常承担每年“全国两会”中的全国人大会议代表团接待任务。例如2010年，来北京参加全国人大会议的湖南代表团入住鸿府大厦。2012年，因京西宾馆装修，新疆代表团入住鸿府大厦。2013年，重庆代表团入住鸿府大厦。2015年，湖南代表团入住鸿府大厦。